# Австралийский морской лев
Австралийский морской лев, или белошапочный морской лев (лат. Neophoca cinerea) — крупный представитель семейства ушастых тюленей, обитающий на южном и западном побережье Австралии.

## Описание
Самцы австралийского морского льва достигают длины 2,5 метра и весят около 300 кг. Самки намного меньше и их параметры составляют лишь 1,8 метра и 100 кг. Также оба пола сильно отличаются друг от друга по цвету: самцы тёмно-коричневого цвета, в то время как у самок шерсть серебряно-серая или светло-коричневая и нижняя часть тела несколько светлее, чем верхняя.

## Распространение
Колонии этих зверей встречаются вдоль западного и южного побережья Австралии. Часто они обитают на небольших необитаемых островах вблизи от побережья. Однако это лишь небольшая часть их прежнего ареала, который в XIX веке доходил до Тасмании и Нового Южного Уэльса. Австралийские морские львы почти не мигрируют и остаются вблизи своих колоний даже вне брачных периодов. Самое большое когда-либо зарегистрированное отдаление австралийского морского льва от колонии составляло 300 км.

## Размножение
В своём поведении, относящемуся к спариванию, австралийские морские львы не отличаются от других видов ушастых тюленей. Самцы достигают побережья перед самками и в отчаянных боях друг с другом соперничают за лучшие территории. Более слабые самцы таким образом вытесняются на край колонии. Когда прибывают самки, место их выхода на берег решает, к гарему какого самца они будут относиться. В колониях постоянно царит беспокойство, вызываемое молодыми самцами, которые стараются использовать моменты невнимательности зрелых самцов, чтобы спариваться с самками на его территории. К тому же зрелые самцы постоянно заняты тем, чтобы помешать самкам покинуть свой участок. Для этого они иногда преследуют самку даже на соседских участках, что приводит к дракам с их хозяевами. Австралийские морские львы отличаются довольно высоким уровнем агрессивности, который кроме них можно наблюдать только у южного морского льва.

## Угрозы и защита
По сравнению с другими тюленями австралийского побережья, такими как капский морской котик и новозеландский морской котик, австралийский морской лев является довольно редким видом. Их общее число оценивается всего в 12 тысяч особей. И хотя он никогда не был таким многочисленным видом, как оба вышеназванных, ранее он был распространён намного шире и обильнее.